# أكادين
أكادين (بالإنجليزية: Acadine)‏ ينبوع في صقلية، أشار إليه ديودوروس الصقلي، له مزايا سحرية. تُلقى فيه الكتابات، فإن كانت أصيلة عامت، وإن كانت زائفة غرقت إلى القاع.